# Ротбальд III
Ротбальд III (II) (фр. Rotbald III (II); умер в 1014/1015) — граф Прованса с 1008, сын графа Ротбальда II (I) и Эмильды, возможно, дочери виконта Жеводана Этьена.

## Биография

### Правление
О Ротбальде известно не очень много. Он упоминается в двух актах, датированных 1005 и 1033 годами.
Существуют гипотеза, по которой графа по имени Ротбальд III не существовало и что он был одним лицом с Ротбальдом II.

### Брак и дети
Первая жена (свадьба до 975/980) - Эрменгарда, происхождение не выяснено. Вторая жена - Эмильда, тоже неизвестного происхождения, возможно - дочь Этьена, виконта Жеводана.
Третья жена: Ирменгарда (свадьба 1002 или раньше). Считать, что она прожила до 1057 года, как утверждают Europäische Stammtafeln, нет никаких оснований. 
Дети от первой жены:
- Эмма (975/980- ок. 1040), графиня Прованса с 1037; муж: Гильом III Тайлефер (970/975 — сентябрь 1037), граф Тулузы, Нима, Альби и Керси, маркиз Готии с 972/979 года

Дети от первой или второй жены:
- Гильом III (V) (ум. около 1037), граф и маркиз Прованса с 1014/1015 года
- Тетберга, жена Арменгола I, графа Урхеля.

Дети от третьей жены:
- (?) Гуго (ум. после 1019)
- Гильом

Если принять версию, по которой Ротбальд II и Ротбальд III являются одним лицом, то все вышеперечисленные лица были детьми Ротбальда II.
После смерти Ротбальда Ирменгарда вышла замуж за короля Бургундии Рудольфа III.